# Distretto di Muar
Ildistretto di Muar è un distretto della Malaysia, fa parte dello stato dello Johor e il suo capoluogo è la città di Muar.